# Blaser R93

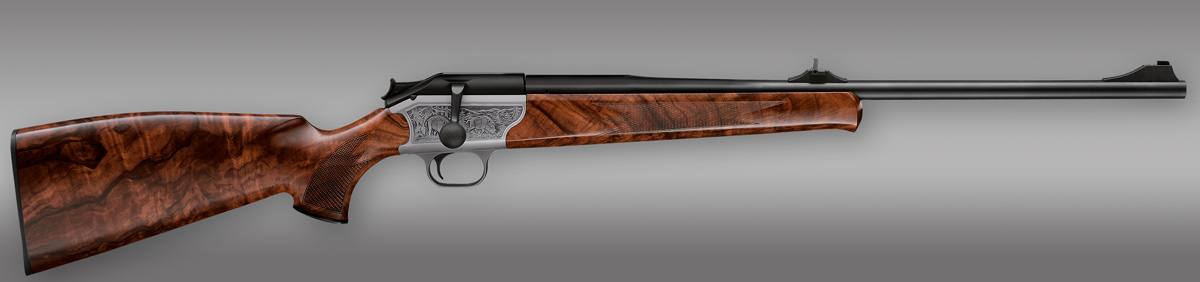
Blaser R 93 Luxus

Die Blaser R93 ist eine Jagdwaffe und bezeichnet eine Repetierbüchsenmodellreihe, die von Horst Blaser entwickelt wurde und in großer Stückzahl und zahlreichen Kalibervarianten von der Firma Blaser Jagdwaffen bis 2016 produziert wurde. Von der Blaser Jagdwaffen GmbH wurden seit der Markteinführung 1993 bis 2010 mehr als 100.000 R93 Exemplare gefertigt.

## Beschreibung
Das Verschlusssystem dieser Waffe ist als Geradezugrepetierer ausgelegt und basiert auf Spreizkrallen, die im Lauf der Waffe verriegeln (teilweise Ringbundverschluss, Radialbundverschluss oder auch „Gardena-Verschluss“ genannt).

## Konstruktionsfehler
2004 waren etwa  0,4 Prozent aller R93 Büchsen mit einer Kunststoffverschlussführung versehen. Dies führte zum selbsttätigen Öffnen des Verschlusses und soll für verschiedene Unfälle verantwortlich sein. Ob die Unfallursache auf die Konstruktion der Waffe oder auf Fehler der Benutzer beim Wiederladen zurückzuführen war, konnte nicht nachgewiesen werden. Nach Tests der Deutschen Versuchs- und Prüfanstalt für Jagd- und Sportwaffen wurden durch den Hersteller alle Waffen mit Kunststoffverschlussführung zurückgerufen und durch eine Aluminiumverschlussführung ersetzt.

## Nachfolger
Nachfolgemodell der Blaser R93 ist die Repetierbüchse Blaser R8, die seit 2010 auf dem Markt ist. Die R8 hat einen breiteren Vorderschaft, da das herausnehmbare Magazin mehr Platz braucht. Ein wesentlicher Unterschied der Waffe zu ihrer Vorgängerin ist, dass das Magazin eine Einheit mit der Abzugsgruppe bildet. Somit ist die Anschaffung weiterer Magazine etwas kostspielig. Dies ist bei der R93 nicht der Fall.
Das Magazin der R8 fasst eine Patrone mehr als das der R93, die dafür ca. 300 Gramm leichter ist.
Auch entwickelte die Blaser Jagdwaffen GmbH weitere Variationen der Schäfte, welche mittlerweile auch für die R93 erhältlich sind.

## Einsatz bei Polizei und Militär
Im Einsatz bei verschiedenen Polizeieinheiten sowie im Australischen Militär sind die Versionen Blaser R93 Tactical, sowie der Nachfolger Blaser Tactical 2. Überzeugend sind hier mutmaßlich das bauartbedingte schnelle Nachladen und der schnelle Laufwechsel.